# Statte (Italië)
Statte is een gemeente in de Italiaanse provincie Tarente (regio Apulië) en telt 14.701 inwoners (31-12-2004). De oppervlakte bedraagt 92,7 km², de bevolkingsdichtheid is 159 inwoners per km².

## Demografie
Statte telt ongeveer 4625 huishoudens. Het aantal inwoners steeg in de periode 1991-2001 met 0,7% volgens cijfers uit de tienjaarlijkse volkstellingen van ISTAT.
| Jaar | Inwoneraantal |
| ---- | ------------- |
| 1991 | 14.477        |
| 2001 | 14.585        |

## Geografie
Statte grenst aan de volgende gemeenten: Crispiano, Massafra, Montemesola, Tarente.
Avetrana · Carosino · Castellaneta · Crispiano · Faggiano · Fragagnano · Ginosa · Grottaglie · Laterza · Leporano · Lizzano · Manduria · Martina Franca · Maruggio · Massafra · Monteiasi · Montemesola · Monteparano · Mottola · Palagianello · Palagiano · Pulsano · Roccaforzata · San Giorgio Ionico · San Marzano di San Giuseppe · Sava · Statte · Tarente · Torricella
1. ↑  https://demo.istat.it/?l=it.